# Чинеевский сельсовет
Чинеевский сельсовет — упразднённые административно-территориальная единица и муниципальное образование со статусом сельского поселения в составе Юргамышского района Курганской области.
Административный центр — село Чинеево.
С 23 декабря 2021 года Законом Курганской области от 10.12.2021 № 143 муниципальный район был преобразован в муниципальный округ, сельсовет упразднён.

## История
В соответствии с Законом Курганской области от 6 июля 2004 года № 419 сельсовет наделён статусом сельского поселения.

## Население
| 1989 | 2002  | 2004  | 2010 | 2012 | 2013 | 2014 |
| ---- | ----- | ----- | ---- | ---- | ---- | ---- |
| 1323 | ↘1181 | ↘1110 | ↘905 | ↗908 | ↘894 | ↗902 |
| 2015 | 2016  | 2017  | 2018 | 2019 | 2020 |      |
| ↘865 | ↘817  | ↗822  | ↗827 | ↘797 | →797 |      |

## Состав сельского поселения
| № | Населённый пункт   | Тип населённого пункта       | Население |
| - | ------------------ | ---------------------------- | --------- |
| 1 | Зырянка            | посёлок                      | ↘178      |
| 2 | Новая Заворина     | деревня                      | ↘143      |
| 3 | Патракова          | деревня                      | ↘16       |
| 4 | Пестерева          | деревня                      | ↘20       |
| 5 | Рождественка       | деревня                      | ↘56       |
| 6 | Чинеево            | село, административный центр | ↘365      |
| 7 | Чинеевский Участок | посёлок                      | ↘127      |